# Condado de Davidson (Carolina del Norte)
El condado de Davidson (en inglés: Davidson County, North Carolina), fundado en 1822, es uno de los 100 condados del estado estadounidense de Carolina del Norte. En el año 2000 tenía una población de 147 246 habitantes con densidad poblacional de 103 personas por km². La sede del condado es Lexington.

## Geografía
Según la Oficina del Censo, el condado tiene un área total de 1469 km² (567,2 mi²), de la cual 1430 km² (552,1 mi²) es tierra y 39 km² (15,1 mi²) es agua.

### Condados adyacentes
- Condado de Davie - noroeste
- Condado de Forsyth - norte
- Condado de Guilford - noreste
- Condado de Montgomery - sur
- Condado de Randolph - del este
- Condado de Rowan - sudoeste
- Condado de Stanly - sudoeste

### Área Nacional protegida
- Bosque Nacional Uwharrie (parte)

### Región del Vino
Partes del condado de Davidson se encuentran en el Valle Yadkin región de vino.

## Demografía
En el 2000 la renta per cápita promedia del condado era de $38 640, y el ingreso promedio para una familia era de $46 241. El ingreso per cápita para el condado era de $18 703. En 2000 los hombres tenían un ingreso per cápita de $31 287 contra $23 622 para las mujeres. Alrededor del 10.10% de la población estaba bajo el umbral de pobreza nacional.

## Lugares

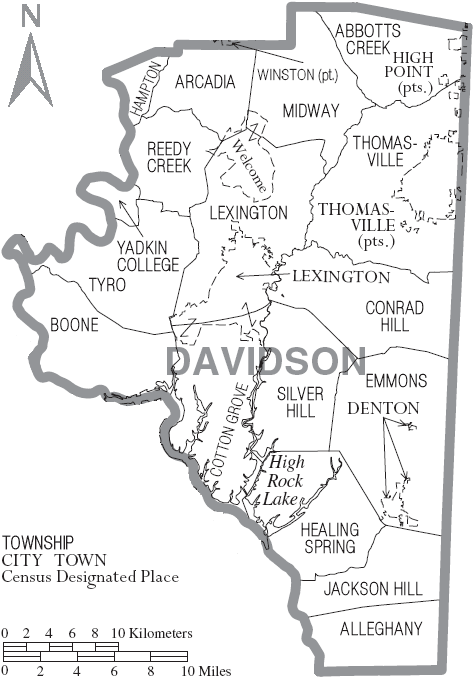
Mapa del Condado de Davidson (Carolina del Norte) con el municipio de etiquetas y Municipal

### Municipios
El condado se divide en diecisiete municipios:
Municipio de Abbotts Creek, Municipio de Alleghany, Municipio de Arcadia, Municipio de Boone, Municipio de Conrad Hill, Municipio de Cotton Grove, Municipio de Emmons, Municipio de Hampton, Municipio de Healing Spring, Municipio de Jackson Hill, Municipio de Lexington, Municipio de Midway, Municipio de Thomasville, Municipio de Tyro, Municipio de Yadkin College, Municipio de Reedy Creek y Municipio de Silver Hill.

### Ciudades, pueblos
- Denton
- High Point (parte)
- Lexington
- Midway
- Thomasville
- Wallburg

### Comunidades no incorporadas
- Arcadia
- Churchland
- Reeds
- Silver Valley
- Southmont
- Tyro
- Welcome
- Yadkin College